# Тимувка
Тимувка (пол. Tymówka) — гірська річка в Польщі, у Бжеському повіті Малопольського воєводства. Ліва притока Дунайця, (басейн Балтійського моря).

## Опис
Довжина річки приблизно 11,69 км, падіння річки 229  м, похил річки 19,59  м/км, найкоротша відстань між витоком і гирлом — 9,26  км, коефіцієнт звивистості річки — 1,27 . Формується притокою, багатьма безіменними потоками та частково каналізована.

## Розташування
Бере початок на північно-східних схилах хребта Шпілувка (516 м) на висоті 450 над рівнем моря у селі Тимова (гміна Чхув). Спочатку тече переважно на північний схід, далі на південний схід через Творкову, Юркув і у місті Чхув впадає у річку Дунаєць, праву притоку Вісли.

## Притоки
- Зеліна Юрковська (права).

## Цікаві факти
- У пригирловій частині річку перетинає автошлях  75.
- У селі Юркув на лівому березі річки за 975 м розташовано оздоровчий центр Курорт Хорватія[4].